# Prêmio ACIE de Cinema 2013
O Prêmio ACIE de Cinema de 2013 foi a décima e última edição do Prêmio ACIE, concedido pela Associação dos Correspondentes de Imprensa Estrangeira no Brasil, a ACIE. A entrega dos troféus ocorreu em 12 de agosto de 2013 no Centro Cultural Banco do Brasil, no Rio de Janeiro, reunindo diversos profissionais atuantes no cinema brasileiro.
A homenageada da cerimônia foi a atriz Fernanda Montenegro, que recebeu o Prêmio ACIE pelo conjunto da obra. O grande vencedor da noite foi o filme Gonzaga: de Pai pra Filho, que recebeu os prêmios de melhor filme, blockbuster Brasil e foi eleito pelo júri popular como melhor filme.

## Indicados e vencedores
Os vencedores estão em negrito na tabela abaixo:
| Melhor Filme Gonzaga: de Pai pra Filho – Breno Silveira, Eliana Soárez e Márcia Braga - Corações Sujos – Vicente Amorim, João Daniel Tikhomiroff, Michel Tikhomiroff, Anne Pinheiro Guimarães e Gil Ribeiro - Febre do Rato – Julia Moraes e Claudio Assis - Xingu – Andrea Barata Ribeiro, Bel Bernick e Fernando Meirelles | Melhor DireçãoClaudio Assis – Febre do Rato - Afonso Poyart – 2 Coelhos - Beto Brant e Renato Ciasca – Eu Receberia as Piores Notícias dos seus Lindos Lábios - Breno Silveira – Gonzaga: de Pai pra Filho                                         |
| Melhor Ator Rodrigo Santoro – Heleno como Heleno de Freitas - Daniel de Oliveira – Boca como Hiroito de Moraes Joanides - Irandhir Santos – Febre do Rato como Zizo - João Miguel – Xingu como Cláudio Villas-Bôas | Melhor Atriz Camila Pitanga – Eu Receberia as Piores Notícias dos seus Lindos Lábios como Lavínia - Hermila Guedes – Era Uma Vez Eu, Verônica como Verônica - Mariana Lima – Sudoeste como Luzia - Nathalia Dill – Paraísos Artificiais como Érika |
| Melhor Roteiro Febre do Rato – Hilton Lacerda - Circular – Adiano Esturilho, Aly Muritiba, Bruno de Oliveira, Diego Florentino e Fábio Allon - Eu Receberia as Piores Notícias dos seus Lindos Lábios – Marçal Aquino - Reis e Ratos – Mauro Lima                                                                            | Melhor FotografiaHeleno – Walter Carvalho - Boca – Adrian Tejido - Corações Sujos – Rodrigo Monte - Xingu – Adriano Goldman |
| Melhor Trilha Sonora A Música Segundo Tom Jobim – Paulo Jobim - À Beira do Caminho – Roberto Carlos - Era uma vez eu, Verônica – Karina Buhr e Tomaz Alves Souza - Vou Rifar Meu Coração – Aurélio Dias | Melhor Documentário Raul: O Início, o Fim e o Meio – Denis Feijão - Paralelo 10 – Silvio Da-Rin - Tropicália – Paula Cosenza, Denise Gomes - Vou Rifar Meu Coração – Suzana Amad                                                                   |
| Blockbuster Brasil Gonzaga: de Pai pra Filho – Breno Silveira, Eliana Soárez e Márcia Braga - De Pernas pro Ar 2 – Mariza Leão - E aí... Comeu? – Bruno Mazzeo, Emílio Orciollo Netto, Marcos Palmeira, Seu Jorge e Dira Paes - Os Penetras – Andrucha Waddington e Eliana Soárez                                            | Júri Popular Gonzaga: de Pai pra Filho – Breno Silveira, Eliana Soárez e Márcia Braga |